# Thlaspida cribrosa
Thlaspida cribrosa (лат.) — вид жуков щитоносок (Cassidini) из семейства листоедов.
Юго-Восточная Азия: Бирма, Вьетнам, южный Китай (Sichuan, Yunnan), Индия (Assam), Лаос, Таиланд, Тайвань. Растительноядная группа, питаются растениями различных видов, в том числе, Callicarpa sp. (Verbenaceae)
.